# N'douci
N'douci est une petite ville située dans le Sud de la Côte d'Ivoire et appartenant au département de Tiassalé, dans la Région de l'Agnéby-Tiassa. La localité de N'douci est un chef-lieu de sous-préfecture. Depuis le 3 mai 2018, un nouveau décret pris en Conseil des ministres, érige N'douci en Commune. Jusque-là, la ville faisait partie du territoire communal de Tiassalé.

## Histoire
N'douci est un village abè (Abbey) créé vers le XVIIIe siècle appelé Moutoussi puis rebaptisé N'douci.

## Société

### Éducation
Enseignement primaire

Public
- EPP Plateau
  - Plateau I
  - Plateau II
  - Plateau III
  - Plateau IV
  - Plateau V
  - Plateau VI
  - Maternelle plateau
- EPP École Régionale
  - N'douci I
  - N'douci II
  - N'douci III
  - N'douci 4
  - Maternelle N'douci
- Cours protestant
- EPP Sacré Cœur de Ndouci

Enseignement secondaire 

- Collège moderne BAD de N'douci.
- Lycée moderne Akanza
- Collège moderne Orieux
- Groupe scolaire Akonda
- Groupe scolaire Harmony

Enseignement supérieur
- Institut supérieur Akonda N'douci